# Гимн Соломоновых Островов
God Save Our Solomon Islands («Боже, храни наши Соломоновы Острова») — национальный гимн Соломоновых Островов. Утверждён после обретения страной независимости в 1978 году. 
Слова — Панапаса Балекана, Матила Балекана. Музыка — Панапаса Балекана.